# Hansol Korea Open 2007
L'Hansol Korea Open 2007 è stato un torneo di tennis giocato sul cemento.
È stata la 4ª edizione del Hansol Korea Open, che fa parte della categoria Tier IV nell'ambito del WTA Tour 2007.
Si è giocato al Seoul Olympic Park Tennis Center di Seul in Corea del Sud, dal 24 settembre al 30 settembre 2007.

## Campionesse

### Singolare
Venus Williams ha battuto in finale  Marija Kirilenko con il punteggio di 6–3, 1–6, 6–4

### Doppio
Chuang Chia-jung /  Hsieh Su-wei hanno battuto in finale  Eléni Daniilídou /  Jasmin Wöhr con il punteggio di 6–2, 6–2